# Liste der Nummer-eins-Hits in Schweden (2025)
Dies ist eine Liste der Nummer-eins-Hits in Schweden im Jahr 2025. Sie basiert auf den offiziellen Single Top 100 und Album Top 60, die im Auftrag der Grammofon Leverantörernas Förening (GLF), einem schwedischen Vertreter der IFPI, erstellt werden.

## Singles
| ← 2024 ← | Liste der Nummer-eins-Hits in Schweden | Liste der Nummer-eins-Hits in Schweden    | Liste der Nummer-eins-Hits in Schweden | |
| \| Zeitraum \| Wo. ges. \| Interpret \| Titel Autor(en) \| Zusätzliche Informationen \| \| (Zeitraum, Wochen auf Platz eins, Interpret, Titel, Autor[en], zusätzliche Informationen) \| \| \| \| \| \| ----------------------------------------------------------------------------------------- \| -------- \| ----------------------------------------- \| ------------------------------------------------------------------------------------------------------------------------------------------------------------------------------------------------------------------------------------------ \| ------------------------------------------------------------------------------------------------------------------------------------------ \| \| 1.–2. Woche 2 Wochen \| 2 \| Bolaget \| Längesen Adam Leif Bergestål, Gustav Willem Jørgensen, Oliver Lars Theo Norqvist, William Ahlborg, Andreas Werling \| – \| \| 3. Woche 1 Woche \| 1 \| Yasin \| Min bitch Yasin Abdullahi Mahamoud \| – \| \| 4. Woche 1 Woche \| 1 \| 23 \| Lucky Luciano Karim Abdel Zerzour Rantatupa, Oscar Carl Ludvig Karlsson \| – \| \| 5.–6. Woche 2 Wochen \| 2 \| Rosé feat. Bruno Mars \| Apt. Theron Makiel Thomas, Philip Martin Lawrence II, Michael Donald Chapman, Peter Gene Hernandez, Christopher Steven Brown, Rogét Lufti Chahayed, Park Chae-young, Nicholas Barry Chinn, Omer Fedi, Henry Russell Walter, Amy Rose Allen \| – \| \| 7. Woche 1 Woche \| 1 \| Simon Superti \| Bullerbyn är död Simon Linus Victor Superti, Jakob Björn Malmlöf, Patrik Emil Jorda Fredlund \| – \| \| 8. Woche 1 Woche \| 1 \| Klara Hammarström \| On and On and On Thomas Gustafsson, Jimmy Erik Robert Jansson, Peter Lars Boström, Moa Anna Maria Carlebecker, Klara Lovisa Hammarström, Dino Medanhodzic \| Teilnehmer am Melodifestivalen 2025 \| \| 9.–21. Woche 13 Wochen \| 13 \| KAJ \| Bara bada bastu Robert Krzysztof Skowronski, Anderz Wrethov, Axel Åhman, Jakob Norrgård, Kevin Holmström, Kristofer Ulf Strandberg \| Gewinner des Melodifestivalen 2025 und Vertreter Schwedens beim Eurovision Song Contest 2025, belegt im internationalen Wettbewerb Platz 4 \| \| 22.–30. Woche 9 Wochen \| 9 \| Tjuvjakt & Fanny Avonne \| Tusen spänn Arvid Eric Lundquist, Jesper Sebastian Svärd, Olle Tom Elis Malcolm Grafström, Fredrik Eriksson, Kid Thomas Eriksson, Fanny Astrid Nova Granström, Olga Katarina Sundin, Isak Wallberg \| – \| \| 31.–33. Woche 3 Wochen \| 3 \| Huntr/x feat. Ejae, Audrey Nuna & Rei Ami \| Golden Kim Eun-jae, Mark Sonnenblick \| – \| |                                        |                                           | | |
| ← 2024 |                                        |                                           | | |
| Zeitraum | Wo. ges.                               | Interpret                                 | Titel Autor(en) | Zusätzliche Informationen |
| (Zeitraum, Wochen auf Platz eins, Interpret, Titel, Autor[en], zusätzliche Informationen) |                                        |                                           | | |
| 1.–2. Woche 2 Wochen | 2                                      | Bolaget                                   | Längesen Adam Leif Bergestål, Gustav Willem Jørgensen, Oliver Lars Theo Norqvist, William Ahlborg, Andreas Werling | – |
| 3. Woche 1 Woche | 1                                      | Yasin                                     | Min bitch Yasin Abdullahi Mahamoud | – |
| 4. Woche 1 Woche | 1                                      | 23                                        | Lucky Luciano Karim Abdel Zerzour Rantatupa, Oscar Carl Ludvig Karlsson | – |
| 5.–6. Woche 2 Wochen | 2                                      | Rosé feat. Bruno Mars                     | Apt. Theron Makiel Thomas, Philip Martin Lawrence II, Michael Donald Chapman, Peter Gene Hernandez, Christopher Steven Brown, Rogét Lufti Chahayed, Park Chae-young, Nicholas Barry Chinn, Omer Fedi, Henry Russell Walter, Amy Rose Allen | – |
| 7. Woche 1 Woche | 1                                      | Simon Superti                             | Bullerbyn är död Simon Linus Victor Superti, Jakob Björn Malmlöf, Patrik Emil Jorda Fredlund | – |
| 8. Woche 1 Woche | 1                                      | Klara Hammarström                         | On and On and On Thomas Gustafsson, Jimmy Erik Robert Jansson, Peter Lars Boström, Moa Anna Maria Carlebecker, Klara Lovisa Hammarström, Dino Medanhodzic                                                                                  | Teilnehmer am Melodifestivalen 2025 |
| 9.–21. Woche 13 Wochen | 13                                     | KAJ                                       | Bara bada bastu Robert Krzysztof Skowronski, Anderz Wrethov, Axel Åhman, Jakob Norrgård, Kevin Holmström, Kristofer Ulf Strandberg | Gewinner des Melodifestivalen 2025 und Vertreter Schwedens beim Eurovision Song Contest 2025, belegt im internationalen Wettbewerb Platz 4 |
| 22.–30. Woche 9 Wochen | 9                                      | Tjuvjakt & Fanny Avonne                   | Tusen spänn Arvid Eric Lundquist, Jesper Sebastian Svärd, Olle Tom Elis Malcolm Grafström, Fredrik Eriksson, Kid Thomas Eriksson, Fanny Astrid Nova Granström, Olga Katarina Sundin, Isak Wallberg                                         | – |
| 31.–33. Woche 3 Wochen | 3                                      | Huntr/x feat. Ejae, Audrey Nuna & Rei Ami | Golden Kim Eun-jae, Mark Sonnenblick | – |

## Alben
| ← 2024 ← | Liste der Nummer-eins-Hits in Schweden | Liste der Nummer-eins-Hits in Schweden | Liste der Nummer-eins-Hits in Schweden |                           |
| \| Zeitraum \| Wo. ges. \| Interpret \| Titel \| Zusätzliche Informationen \| \| (Zeitraum, Wochen auf Platz eins, Interpret, Titel, zusätzliche Informationen) \| \| \| \| \| \| ------------------------------------------------------------------------------ \| -------- \| ----------------- \| -------------------------- \| ------------------------- \| \| 1.–2. Woche 2 Wochen (insgesamt 46) \| 46 \| Humlan Djojj \| Somna med Humlan Djojj \| – \| \| 3.–4. Woche 2 Wochen \| 2 \| Yasin \| Lost Tapes \| – \| \| 5. Woche 1 Woche (insgesamt 46) \| 46 \| Humlan Djojj \| Somna med Humlan Djojj \| – \| \| 6. Woche 1 Woche \| 1 \| The Hellacopters \| Overdriver \| – \| \| 7.–12. Woche 6 Wochen (insgesamt 46) \| 46 \| Humlan Djojj \| Somna med Humlan Djojj \| – \| \| 13. Woche 1 Woche \| 1 \| Kent \| Vapen & ammunition (20 år) \| – \| \| 14. Woche 1 Woche \| 1 \| Magnus Uggla \| Innan kronan blir för tung \| – \| \| 15.–17. Woche 3 Wochen (insgesamt 46) \| 46 \| Humlan Djojj \| Somna med Humlan Djojj \| – \| \| 18. Woche 1 Woche \| 1 \| Ghost \| Skeletá \| – \| \| 19. Woche 1 Woche \| 1 \| 23 \| Förstår om du inte förstår \| – \| \| 20.–26. Woche 7 Wochen (insgesamt 46) \| 46 \| Humlan Djojj \| Somna med Humlan Djojj \| – \| \| 27. Woche 1 Woche \| 1 \| Bruce Springsteen \| The Lost Albums \| – \| \| 28.–30. Woche 3 Wochen (insgesamt 46) \| 46 \| Humlan Djojj \| Somna med Humlan Djojj \| – \| \| 31.–33. Woche 3 Wochen \| 3 \| (Soundtrack) \| KPop Demon Hunters \| – \| |                                        |                                        |                                        |                           |
| ← 2024 |                                        |                                        |                                        |                           |
| Zeitraum | Wo. ges.                               | Interpret                              | Titel                                  | Zusätzliche Informationen |
| (Zeitraum, Wochen auf Platz eins, Interpret, Titel, zusätzliche Informationen) |                                        |                                        |                                        |                           |
| 1.–2. Woche 2 Wochen (insgesamt 46) | 46                                     | Humlan Djojj                           | Somna med Humlan Djojj                 | –                         |
| 3.–4. Woche 2 Wochen | 2                                      | Yasin                                  | Lost Tapes                             | –                         |
| 5. Woche 1 Woche (insgesamt 46) | 46                                     | Humlan Djojj                           | Somna med Humlan Djojj                 | –                         |
| 6. Woche 1 Woche | 1                                      | The Hellacopters                       | Overdriver                             | –                         |
| 7.–12. Woche 6 Wochen (insgesamt 46) | 46                                     | Humlan Djojj                           | Somna med Humlan Djojj                 | –                         |
| 13. Woche 1 Woche | 1                                      | Kent                                   | Vapen & ammunition (20 år)             | –                         |
| 14. Woche 1 Woche | 1                                      | Magnus Uggla                           | Innan kronan blir för tung             | –                         |
| 15.–17. Woche 3 Wochen (insgesamt 46) | 46                                     | Humlan Djojj                           | Somna med Humlan Djojj                 | –                         |
| 18. Woche 1 Woche | 1                                      | Ghost                                  | Skeletá                                | –                         |
| 19. Woche 1 Woche | 1                                      | 23                                     | Förstår om du inte förstår             | –                         |
| 20.–26. Woche 7 Wochen (insgesamt 46) | 46                                     | Humlan Djojj                           | Somna med Humlan Djojj                 | –                         |
| 27. Woche 1 Woche | 1                                      | Bruce Springsteen                      | The Lost Albums                        | –                         |
| 28.–30. Woche 3 Wochen (insgesamt 46) | 46                                     | Humlan Djojj                           | Somna med Humlan Djojj                 | –                         |
| 31.–33. Woche 3 Wochen | 3                                      | (Soundtrack)                           | KPop Demon Hunters                     | –                         |